# AZ Oudenaarde
Het AZ Oudenaarde of Algemeen Ziekenhuis Oudenaarde is een ziekenhuis dat zich bevindt in de Belgische stad Oudenaarde.

## Geschiedenis
De eerstesteenlegging van het huidige ziekenhuiscomplex, toen genaamd het Onze-Lieve-Vrouwehospitaal, situeert zich in 1962, gevolgd door de opeenvolgende verhuizen van de verschillende diensten tot medio de jaren tachtig. In 1995 zijn de verbouwing van het Sint-Elisabethgebouw (oude hospitaal) tot een nieuw administratief centrum voor de OCMW-diensten gestart. Per 1 januari 1999 ging het fusieziekenhuis onder de naam Auroraziekenhuis A.V. te Oudenaarde van start, bestaande uit het Onze-Lieve-Vrouweziekenhuis gelegen te Oudenaarde en het Burgerlijk Ziekenhuis te Ronse en in samenwerking met het UZ Gent. Per 1 januari 2003 gingen elk van de campussen hun eigen weg. De campus Oudenaarde werd versterkt met bedden uit Ronse en bleef nog twee jaar verder werken onder de naam Auroraziekenhuis A.V. en in samenwerking met het UZ Gent. Op 1 januari 2005 startte het "Algemeen Ziekenhuis Oudenaarde", kortweg AZO, haar activiteit als autonoom ziekenhuis.

## Het ziekenhuis
Het Algemeen Ziekenhuis Oudenaarde is een vereniging zonder winstoogmerk, in toepassing van Hoofdstuk XII-bis van de organieke OCMW-Wet. AZ Oudenaarde is een privaatrechtelijke rechtspersoon, met behoud van openbaar karakter.
Volgende partners participeren in de nieuwe vereniging:
- O.C.M.W. van Oudenaarde (oprichter)
- AURORA
- GAZO vzw (Geneesheren Algemeen Ziekenhuis Oudenaarde)
- MSSZ vzw (Medische Staf Stedelijk Ziekenhuis Aalst)

## Bedden
Het ziekenhuis telt 235 officieel erkende bedden en beschikt over volgende diensten: 
- Dienst C heelkunde (2 afdelingen)
- Dienst D interne geneeskunde
- Dienst IZ intensieve zorgen
- Dienst G geriatrie
- Dienst Sp revalidatie
- Stroke unit (acute opvang van patiënten na beroerte)
- Dienst M materniteit met onderwaterbevallingsbad
- Dienst E pediatrie
- Dienst N* neonatologie
- Intern dagziekenhuis
- Chirurgisch dagziekenhuis (2 afdelingen)
- Kinderdagziekenhuis

Daarnaast beschikt het ziekenhuis over volgende medisch-technische diensten:
- Polikliniek en consultaties
- Medische beeldvorming: RX – CT-scanner –  NMR - mammografie – echografie
- Nucleaire geneeskunde (isotopen) – osteoporosemeting
- Echocardiografie
- Klinisch laboratorium
- Fysiotherapie en kinesitherapie

Verder zijn operationeel in het ziekenhuis:
- Spoedgevallendienst - MUG
- David Back Rugschool
- Diabetes/dieet consultatie
- Voetkliniek
- Pijnkliniek
- Sportbegeleiding
- Rookstopkliniek
- Heupkliniek
- Obesitaskliniek
- Ombudsdienst
- Oncologisch team
- Borstkliniek
- Sociale dienst
- Ontslagmanager
- Palliatief team
- Pijnkliniek

Er zijn ongeveer 60 artsen in het ziekenhuis actief om de medische activiteit in te vullen. 
Het ziekenhuis stelt 400 personeelsleden te werk.